# Mary McCarthy
Mary Therese McCarthy (21 de junio de 1912-25 de octubre de 1989) fue una novelista y ensayista estadounidense.

## Trayectoria
Nació en Seattle, Washington, y quedó huérfana a los seis años, con tres hermanos menores: sus padres de origen irlandés habían muerto en la epidemia de gripe de 1918. El responsable de cuidar a McCarthy fue un tío suyo, católico; lo hizo duramente (así lo reflejará en sus Memorias). Cuando no pudo soportarlo más, logró ir a vivir con sus abuelos maternos a Seattle: Augusta Morganstern era judía y Harold Preston, protestante. Bajo la vigilancia severa de los Preston, McCarthy estudió en el Annie Wright Seminary en Tacoma, y finalmente fue a graduarse en el prestigioso Vassar College en 1933, que marcó su vida y que reflejó en El grupo.
Se movió en los círculos de izquierda en Nueva York de los años treinta, siendo a la vez muy crítica con el estalinismo. Colaboró en la Partisan Review y asimismo en The Nation, The New Republic, Harper's Magazine, y The New York Review of Books. Llamó la atención por la agudeza de sus críticas y por su buena formación. Entre los cuarenta y los cincuenta criticó al reacionario mccarthyismo y a sus secuelas, pero también a los izquierdistas más ciegos. Su crítica a la cultura y al poder se percibió en sus campañas contra la guerra de Vietnam y contra los escándalos del presidente Nixon de los setenta.

## Vida social
Se casó cuatro veces. En 1933 se casó con Harald Johnsrud, actor y aspirante a dramaturgo. Su esposo más conocido fue el escritor y crítico Edmund Wilson, con quien se casó en 1938 después de dejar a su amante Philip Rahv, y con quien tuvo un hijo, Reuel Wilson. En 1946 se casó con Bowden Broadwater, quien trabajó para el New Yorker. En 1961, McCarthy se casó con el diplomático James R. West con el que, al final de su vida, vivió en París largo tiempo.
A pesar de que rompió con algunos de sus colegas de Partisan Review cuando se desviaron hacia la política conservadora después de la Segunda Guerra Mundial, mantuvo las amistades de toda la vida con Dwight Macdonald, Nicola Chiaromonte, F. Dupee y Elizabeth Hardwick. Quizás lo más preciado de todo fue su estrecha amistad con Hannah Arendt, con quien mantuvo una correspondencia considerable ampliamente considerada por su rigor intelectual. Su amistad con Hannah Arendt se remonta a 1949 y llega hasta la muerte de ésta y fue uno de los más importantes encuentros intelectuales estadounidenses. Después del fallecimiento de Arendt, McCarthy se convirtió en su ejecutora literaria, desde 1976 hasta su propia muerte en 1989. McCarthy enseñó en Bard College de 1946 a 1947, y después entre 1986 y 1989. También enseñó un semestre de invierno en 1948 en el prestigioso y elitista Sarah Lawrence College.

## Reputación literaria
Su novela de debut, The Company She Keeps, de 1942, recibió aclamación de la crítica como un tema de escándalo, representando el ambiente social de los intelectuales de Nueva York de finales de 1930 con una franqueza sin reservas. Después de construirse una reputación como satírica y crítica, McCarthy disfrutó de éxito popular cuando su novela de 1963 The Group permaneció en la lista de Bests Sellers del New York Times por casi dos años. Su obra se caracteriza por su prosa precisa y su compleja mezcla de autobiografía y ficción.
La novela de Randall Jarrell de 1954, "Pictures from a Institution", trata de la enseñanza de McCarthy en Sarah Lawrence.
Su disputa con la escritora Lillian Hellman formó la base para la obra Amigos imaginarios de Nora Ephron. La disputa se había encendido desde finales de la década de los 30 sobre sus diferencias ideológicas, particularmente las cuestiones de los juicios de Moscú y del apoyo de Hellman al "Frente Popular" y a Stalin. McCarthy provocó a Hellman en 1979 cuando dijo en The Dick Cavett Show: "Cada palabra que Hellman escribe es una mentira".
Hellman respondió presentando una demanda por difamación de 2.5 millones de dólares contra McCarthy, que terminó poco después de que Hellman muriera en 1984. Los observadores del juicio notaron la ironía resultante de la demanda de difamación de Hellman que significó un escrutinio significativo y declinación de la reputación de Hellman forzando a McCarthy y sus partidarios a demostrar que había mentido.
McCarthy también entabló una controversia con el general de la USAF, James Risner sobre su encuentro mientras él era prisionero de guerra en Vietnam del Norte.
Su obra, en conjunto, destaca por una mezcla rica, precisa, de ficción y autobiografía. Es, a juicio de muchos, una de las más grandes escritoras e intelectuales estadounidenses del siglo XX. 
McCarthy fue miembro del National Institute of Arts and Letters. Logró los galardones: National Medal for Literature y Edward MacDowell Medal en 1984.

## Obra
- The Company She Keeps (1942).
- Cast a Cold Eye (1944). >>Tr.: Míralo friamente, Santiago de Chile, Zig-zag, 1969.
- The Oasis (1949).  >>Tr.: El oasis, Impedimenta, 2019
- The Groves of Academe (1952). >>Tr.: Arboledas universitarias, Santiago de Chile, Zig-zag, 1969.
- A Charmed Life (1955). >>Tr.: Una vida encantada, El Aleph, 2006.
- Sights and Spectacles (1956).
- Venice Observed (1956). >>Tr.: Venecia observada, Ariel, 2008.
- The Stones of Florence (1956). >> Tr.: Piedras de Florencia, Ariel, 2008.
- Memories of a Catholic Girlhood (1957). >> Tr.: Memorias de una joven católica, Lumen, 2001, autobiografía
- On the Contrary (1961). >> Tr.: Al contrario, Seix-Barral, 1967.
- The Group (1962). >> Tr.: El grupo, Quinteto, 2005.
- Vietnam (1967).
- Hanoi (1968).
- The Writing on the Wall (1970). >>Tr.: Escrito en la pared, Lumen, 1972.
- Birds of America (1971). >> Tr.: Pájaros de América, Lumen, 2007.
- Medina (1972).
- The Mask of State: Watergate Portraits (1974). >> Tr.: Retratos de Watergate, Anagrama, 1974.
- Cannibals and Missionaries (1979). >> Tr.: Caníbales y misioneros, Planeta, 1981.
- Ideas and the Novel (1980).
- Occasional Prose (1985).
- How I Grew (1987), autobiografía entre los años 13 y 21.
- Intellectual Memoirs (1992), autobiografía, póstumo.
- A Bolt from the Blue and Other Essays (2002), recopilación de ensayos y críticas.
- Between Friends: The Correspondence of Hannah Arendt and Mary McCarthy 1949-1975 (1996), editada por Carol Brightman. >>Tr.: Entre amigas: correspondencia con H. Arendt, 1949-1975, Lumen, 2006.

### Sobre McCarthy
- Carol Gelderman, Mary McCarthy: A Life, 1990, St Martins Press.
- Pilar Godayol. Tres escritoras censuradas: Simone de Beauvoir, Betty Friedan y Mary McCarthy. 2017, Comares, 2017
- Carol Brightman, Writing Dangerously: Mary McCarthy and Her World, 1992, Harvest Books.
- Joy Bennet, Mary McCarthy; An Annotated Bibliography, 1992, Garland Press.
- Eve Stwertka (editor), Twenty-Four Ways of Looking at Mary McCarthy: The Writer and Her Work, 1996, Greenwood Press.
- Frances Kiernan, Seeing Mary Plain: A Life of Mary McCarthy, 2000, W.W. Norton.
- Sabrina Fuchs Abrams, Mary McCarthy: Gender, Politics, And The Postwar Intellectual, 2004, Peter Lang Publishing.
- Entrevista y bibliografía en Reales e imaginarios. Diálogos, Cuatro.ediciones, 2010, ISBN 978-84-933199-5-3